# حرائق غابات خيبر بختونخوا 2022
حرائق غابات خيبر بختونخوا 2022 من نهاية مايو إلى منتصف يونيو 2022 أدى أكثر من 200 حريق غابات في مناطق مختلفة من خيبر بختونخوا في باكستان إلى تدمير 14،430 فدانًا من الغابات والمراعي. بينما تم الإبلاغ عن 402 حادثة حرائق غابات في شهر واحد. تم الإبلاغ عن أكبر عدد من حرائق الغابات البالغ 129 حريقًا في مقاطعة أبوت آباد. وفقًا للتقرير اندلعت حرائق الغابات في 55 مكانًا في منطقة مانسيهرا، و29 في منطقة لاكي مروات، و39 في منطقة ديرا إسماعيل خان، و24 في منطقة سوات.